# 比蒂斯敦 (新澤西州)
比蒂斯敦（英語：Beattystown）是位於美國新澤西州沃倫縣的普查規定居民點。

## 人口
根據2020年美國人口普查的數據，比蒂斯敦的面積為7.90平方千米，當中陸地面積為7.84平方千米，而水域面積為0.06平方千米。當地共有人口4701人，而人口密度為每平方千米595.06人。